# Classificació masculina de bàsquet pels Jocs Olímpics d'estiu 2008
La classificació masculina de bàsquet pels Jocs Olímpics d'Estiu 2008 se celebrarà entre el 14 i el 20 de juliol de 2008 al Saló Olímpic Cobert d'Atenes.

## Participants
- Europa: quart, cinquè, sisè i setè
  - Grècia
  - Alemanya
  - Croàcia
  - Eslovènia
- Amèrica: tercer, quart i cinquè
  - Puerto Rico
  - Brasil
  - Canadà
- Àfrica: segon i tercer
  - Camerun
  - Cap Verd
- Àsia: segon i tercer
  - Líban
  - Corea del Sud
- Oceania: segon
  - Nova Zelanda

## Format
- Hi ha quatre grups de tres seleccions, anomenats de la A a la D.
- Després de la ronda preliminar, els dos primers de cada grup es classifiquen i els últims queden eliminats.
- Els quarts de finals es disputen de la manera següent:
  - A1 vs. B2
  - B1 vs. A2
  - C1 vs. D2
  - D1 vs. C2
- Les semifinals es disputen així: A1/B2 vs. B1/A2 i C1/D2 vs. D1/C2. Els guanyadors es classifiquen directament per les Olimpíades, sense haver de fer abans un partit entre ells.
- Els derrotats a semifinals es disputen classificar-se o no pels Jocs Olímpics.

## Ronda preliminar

### Grup A
| Equip  | Pts | V | D | PCT   | PF  | PC  | Dif |
| ------ | --- | - | - | ----- | --- | --- | --- |
| Grècia | 4   | 2 | 0 | 1.000 | 208 | 131 | +77 |
| Brasil | 3   | 1 | 1 | 0.500 | 163 | 143 | +20 |
| Líban  | 2   | 0 | 2 | 0.000 | 116 | 213 | -97 |

| Data     | Hora  | Partit | Partit | Partit | Resultat |
| -------- | ----- | ------ | ------ | ------ | -------- |
| 14.07.08 | 22:00 | Grècia | -      | Líban  | 119-62   |
| 15.07.08 | 22:00 | Líban  | -      | Brasil | 54-94    |
| 16.07.08 | 22:00 | Brasil | -      | Grècia | 69-89    |

### Grup B
| Equip        | Pts | V | D | PCT   | PF  | PC  | Dif |
| ------------ | --- | - | - | ----- | --- | --- | --- |
| Alemanya     | 4   | 2 | 0 | 1.000 | 193 | 139 | +64 |
| Nova Zelanda | 3   | 1 | 1 | 0.500 | 148 | 139 | +9  |
| Cap Verd     | 2   | 0 | 2 | 0.000 | 118 | 181 | -73 |

| Data     | Hora  | Partit       | Partit | Partit       | Resultat |
| -------- | ----- | ------------ | ------ | ------------ | -------- |
| 14.07.08 | 13:00 | Nova Zelanda | -      | Cap Verd     | 77-50    |
| 15.07.08 | 15:30 | Cap Verd     | -      | Alemanya     | 68-104   |
| 16.07.08 | 19:30 | Alemanya     | -      | Nova Zelanda | 89-71    |

### Grup C
| Equip         | Pts | V | D | PCT   | PF  | PC  | Dif |
| ------------- | --- | - | - | ----- | --- | --- | --- |
| Eslovènia     | 4   | 2 | 0 | 1.000 | 174 | 146 | +28 |
| Canadà        | 3   | 1 | 1 | 0.500 | 149 | 163 | -14 |
| Corea del Sud | 2   | 0 | 2 | 0.000 | 153 | 167 | -14 |

| Data     | Hora  | Partit        | Partit | Partit        | Resultat |
| -------- | ----- | ------------- | ------ | ------------- | -------- |
| 14.07.08 | 15:30 | Corea del Sud | -      | Eslovènia     | 76-88    |
| 15.07.08 | 13:00 | Eslovènia     | -      | Canadà        | 86-70    |
| 16.07.08 | 13:00 | Canadà        | -      | Corea del Sud | 79-77    |

### Grup D
| Equip       | Pts | V | D | PCT   | PF  | PC  | Dif |
| ----------- | --- | - | - | ----- | --- | --- | --- |
| Croàcia     | 4   | 2 | 0 | 1.000 | 188 | 160 | +28 |
| Puerto Rico | 3   | 1 | 1 | 0.500 | 162 | 167 | -5  |
| Camerun     | 2   | 0 | 2 | 0.000 | 151 | 174 | -23 |

| Data     | Hora  | Partit      | Partit | Partit      | Resultat |
| -------- | ----- | ----------- | ------ | ----------- | -------- |
| 14.07.08 | 19:30 | Croàcia     | -      | Camerun     | 93-79    |
| 15.07.08 | 19:30 | Camerun     | -      | Puerto Rico | 72-81    |
| 16.07.08 | 15:30 | Puerto Rico | -      | Croàcia     | 81-95    |

## Segona fase
|  | Quarts de final       | Quarts de final       |                       |    | Semifinals | Semifinals |  |  | Play-off pel tercer lloc | Play-off pel tercer lloc |
|  |                       |                       |                       |    |            |            |  |  |                          |                          |
|  | 18 de juliol - Atenes |                       |                       |    |            |            |  |  |                          |                          |
|  |                       |                       |                       |    |            |            |  |  |                          |                          |
|  | Grècia                | 75                    |                       |    |            |            |  |  |                          |                          |
|  | Grècia                | 75                    | 19 de juliol - Atenes |    |            |            |  |  |                          |                          |
|  | Nova Zelanda          | 48                    |                       |    |            |            |  |  |                          |                          |
|  | Nova Zelanda          | 48                    | Grècia                | 88 |            |            |  |  |                          |                          |
|  | 18 de juliol - Atenes |                       | Grècia                | 88 |            |            |  |  |                          |                          |
|  |                       | Alemanya              | 63                    |    |            |            |  |  |                          |                          |
|  | Alemanya              | Alemanya              | 63                    | 78 |            |            |  |  |                          |                          |
|  | Alemanya              |                       | 20 de juliol - Atenes | 78 |            |            |  |  |                          |                          |
|  | Brasil                | 65                    |                       |    |            |            |  |  |                          |                          |
|  | Brasil                | 65                    | Alemanya              | 96 |            |            |  |  |                          |                          |
|  | 18 de juliol - Atenes |                       | Alemanya              | 96 |            |            |  |  |                          |                          |
|  |                       | Puerto Rico           | 82                    |    |            |            |  |  |                          |                          |
|  | Eslovènia             | Puerto Rico           | 82                    | 70 |            |            |  |  |                          |                          |
|  | Eslovènia             | 19 de juliol - Atenes |                       | 70 |            |            |  |  |                          |                          |
|  | Puerto Rico           | 81                    |                       |    |            |            |  |  |                          |                          |
|  | Puerto Rico           | 81                    | Croàcia               | 76 |            |            |  |  |                          |                          |
|  | 18 de juliol - Atenes |                       | Croàcia               | 76 |            |            |  |  |                          |                          |
|  |                       | Puerto Rico           | 70                    |    |            |            |  |  |                          |                          |
|  | Croàcia               | Puerto Rico           | 70                    | 83 |            |            |  |  |                          |                          |
|  | Croàcia               |                       |                       | 83 |            |            |  |  |                          |                          |
|  | Canadà                | 62                    |                       |    |            |            |  |  |                          |                          |
|  | Canadà                | 62                    |                       |    |            |            |  |  |                          |                          |

- Els guanyadors dels semifinals es classifiquen directament per als Jocs Olímpics d'Estiu 2008.